# Forța executorie
Forța executorie este un concept de procedură civilă. Hotărârile judecătorești sunt executorii în măsura în care pot fi executate cu ajutorul forțelor de lege și ordine, dacă este necesar. Hotărârile judecătorești și instrumentele autentice învestite cu formulă executorie sunt principalele acte executorii. Forța executorie se limitează la statul instanței care a pronunțat hotărârea. Pentru a deveni executorie în străinătate, hotărârea judecătorească trebuie să fie declarată executorie (prin procedura cunoscută în unele țări sub numele de exequatur), iar în Regatul Unit și în Irlanda aceasta trebuie să fie înregistrată.